# Orfeo (Ducasse)
Orfeo (Orphée) è un mimodramma in tre atti, con la musica di Jean Roger-Ducasse, autore anche del libretto. È la prima composizione per il teatro del compositore francese.
L'azione teatrale si basa su un'insolita combinazione di pantomima, danza e musica.
Commissionato da, e dedicato a, Aleksandr Il'ič Ziloti, importante musicista pietroburghese, il mimodramma fu pubblicato nel 1913 ma fu eseguito per intero solo nel 1926, a Parigi, con protagonista la celebre ballerina Ida Rubinstein.
In precedenza furono eseguiti in concerto tre «Frammenti sinfonici» ricavati dal mimodramma: Orphée évoque le dieu, Hymen - Course du flambeau e Bacchanale.